# Toudaoyingzi
Toudaoyingzi (kinesiska: 头道营子, 头道营子镇) är en köping i Kina. Den ligger i den autonoma regionen Inre Mongoliet, i den norra delen av landet, omkring 600 kilometer öster om regionhuvudstaden Hohhot.
Genomsnittlig årsnederbörd är 722 millimeter. Den regnigaste månaden är juni, med i genomsnitt 177 mm nederbörd, och den torraste är januari, med 2 mm nederbörd.